# Rischio a due
Rischio a due (Two for the Money) è un film del 2005 diretto da D.J. Caruso con Al Pacino e Matthew McConaughey.

## Trama
Brandon Lang è un ex giocatore di football ritiratosi alle porte del professionismo per un grave infortunio al ginocchio. Il suo talento nel pronosticare risultati di football universitario lo porterà a New York per diventare il braccio destro di Walter Abrams, il numero uno dei consulenti di scommesse sportive.
Walter conosce bene il demone delle scommesse in quanto ne è stato vittima in prima persona. Con grande abilità trasforma lo scaltro Brandon nello spietato John Anthony, un alter ego dell'ex giocatore di football che, in poco tempo, diventa una perfetta macchina da soldi anche in virtù di un'incredibile serie di previsioni azzeccate.
All'improvviso però tutto si capovolge ed inizia la disfatta. Brandon ha perso il contatto con la realtà e la ricchezza conquistata non basta a colmare il vuoto che lo circonda. Walter, che in realtà non ha mai smesso di scommettere, non ammette la sconfitta e vuole trascinare nel suo delirio Brandon.
Quest'ultimo invece capisce che è il momento di fermarsi e, dopo un ultimo, audace, pronostico per il superbowl, lascia tutto e torna a casa, senza neanche salutare Walter.
Tra le braccia della paziente moglie Toni, uscito dalla sua dipendenza, Walter ritorna alla realtà e capisce tutti gli errori fatti. Il tutto mentre intanto il superbowl si è concluso dando ragione all'ultimo pronostico di Brandon.